# St. Laurentius (Sterup)

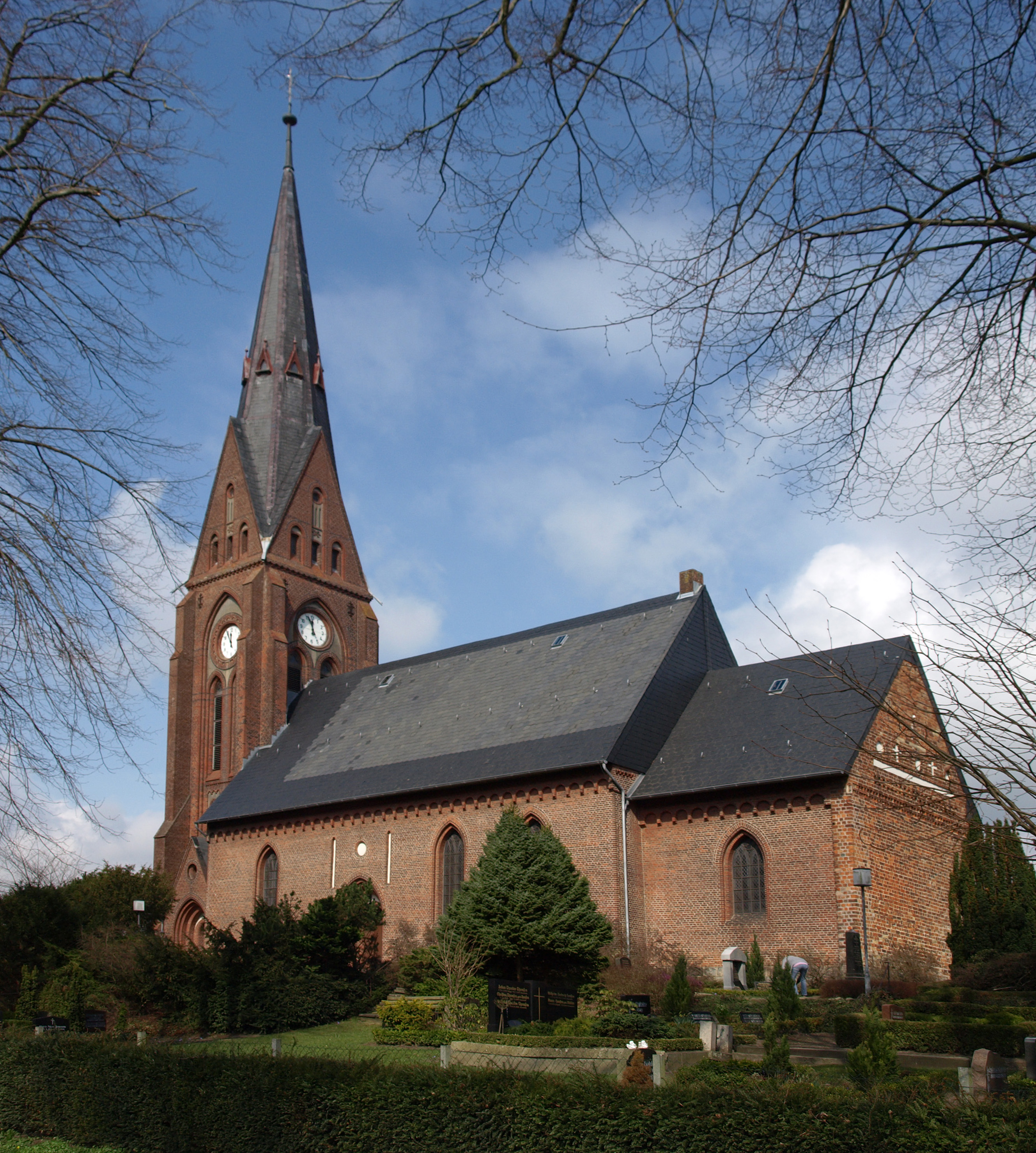
St. Laurentius von Südosten

Die Kirche St. Laurentius in Sterup, einer Gemeinde im Kreis Schleswig-Flensburg in Schleswig-Holstein, gehört zur Kirchengemeinde Nieharde im Kirchenkreis Schleswig-Flensburg der Evangelisch-Lutherischen Kirche in Norddeutschland. Sie ist ein geschütztes Kulturdenkmal mit der Objekt-ID 108 im Denkmalschutzgesetz.

## Geschichte
Die um 1230 erbaute St.-Laurentius-Kirche in Sterup war zunächst nur eine Filiale des vor 1200 gegründeten Kirchspiels der St.-Marien-Kirche Esgrus. Das Patrozinium war vermutlich von Anfang an der Heilige Laurentius von Rom. Die aus Backsteinen errichtete Kapelle war jünger und als einfacher Rechteckbau auch schlichter als die meisten anderen Kirchen in Angeln. Wohl erst nach der Erhebung zur Pfarrkirche im 15. Jahrhundert erhielt die Kirche auch einen Chor. Zur selben Zeit wurde das Kirchenschiff nach Westen erweitert.
Ein vermutlich spätmittelalterlicher freistehender Glockenturm wurde 1887/88 durch den neugotischen Turm ersetzt, der direkt an die Westwand anschließt. Der Entwurf des Turmes stammt von dem Regierungsbaumeister Richard Plüddemann, der zur Bauzeit bereits nach Breslau versetzt war. Gleichzeitig wurde die Südwand mit maschinell gefertigten Ziegeln verblendet, die viel gleichmäßiger sind als die Handstrichziegel der älteren Bauteile.

## Beschreibung
Die Saalkirche besteht aus einem Langhaus und einem eingezogenen, gerade geschlossenen Chor im Osten, an dessen Giebel sich spätgotischen Kreis- und Kreuzblenden befinden. An der Nordseite sind noch zwei kleine romanische Fenster aus der Erbauungszeit zu erkennen.
Im Westen schließt der 52 Meter hohe Kirchturm mit gestuften Strebepfeilern an, über dessen Giebel sich ein achtseitiger, spitzer Helm erhebt. Hinter seinen als Biforien gestalteten, mit Blenden verkleideten Klangarkaden befindet sich der Glockenstuhl. Darüber befinden sich die Zifferblätter der Turmuhr.
Langhaus und Chor sind mit Bretterdecken bedeckt. Der Chorbogen wurde 1782 entfernt. Der Absatz zwischen dem höheren Langschiff und dem Chor bemalte Detlev Johannsen mit Bilder von Moses mit den Gesetzestafeln und Jesus Christus.

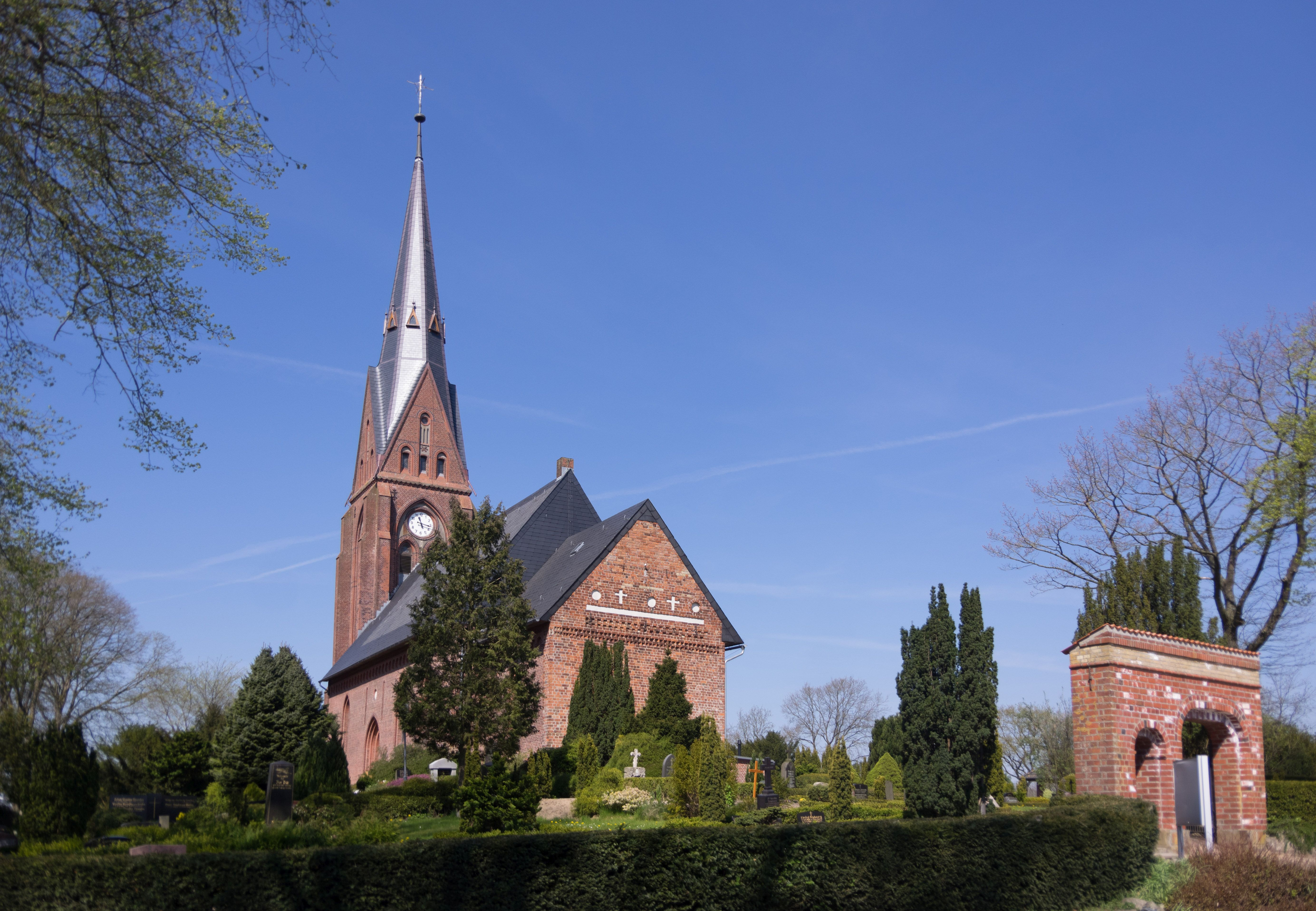
Lage mit Friedhof und Osterpforte
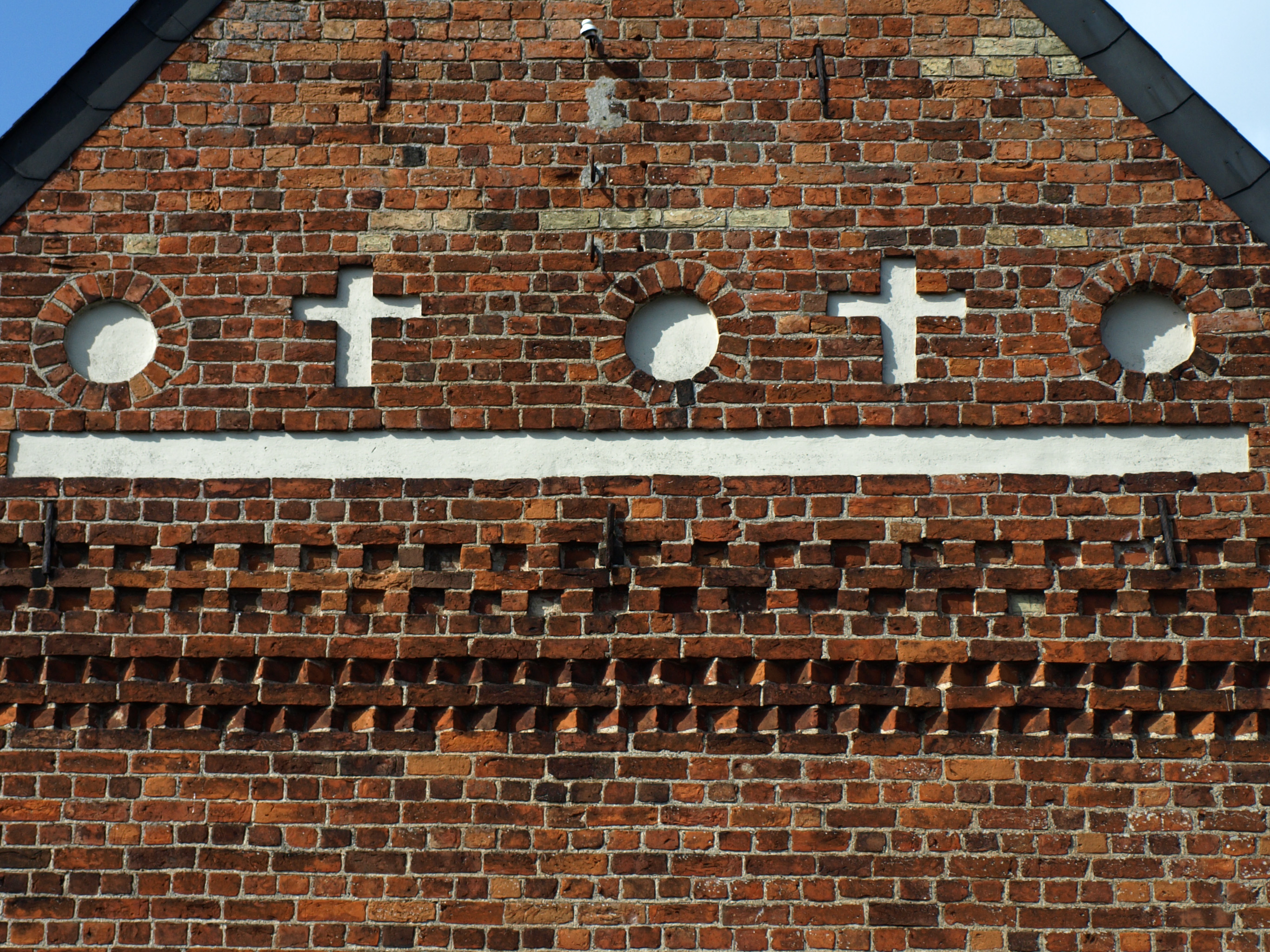
Romanisches Mauerwerk am Ostgiebel
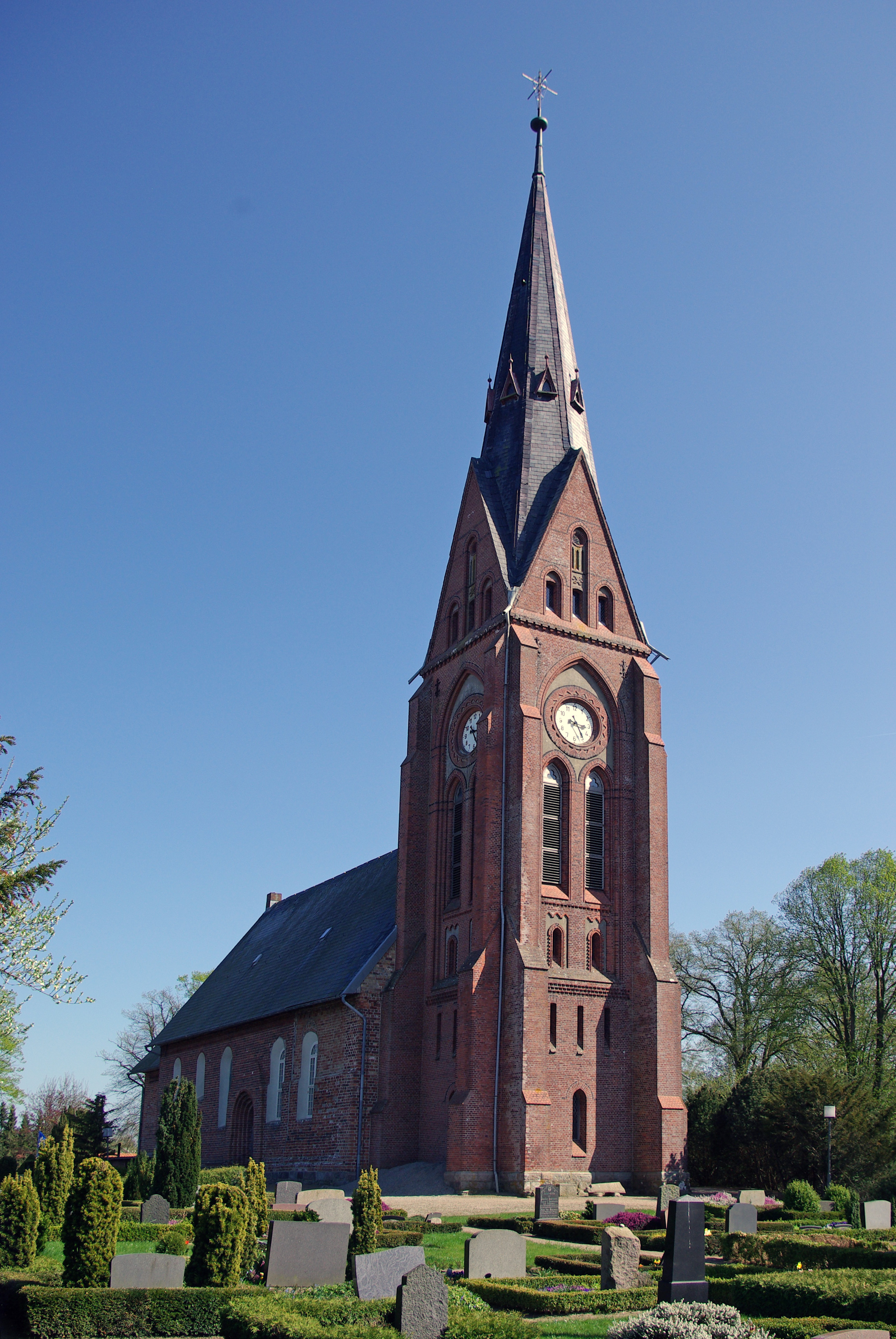
Turm von 1887/88

## Ausstattung

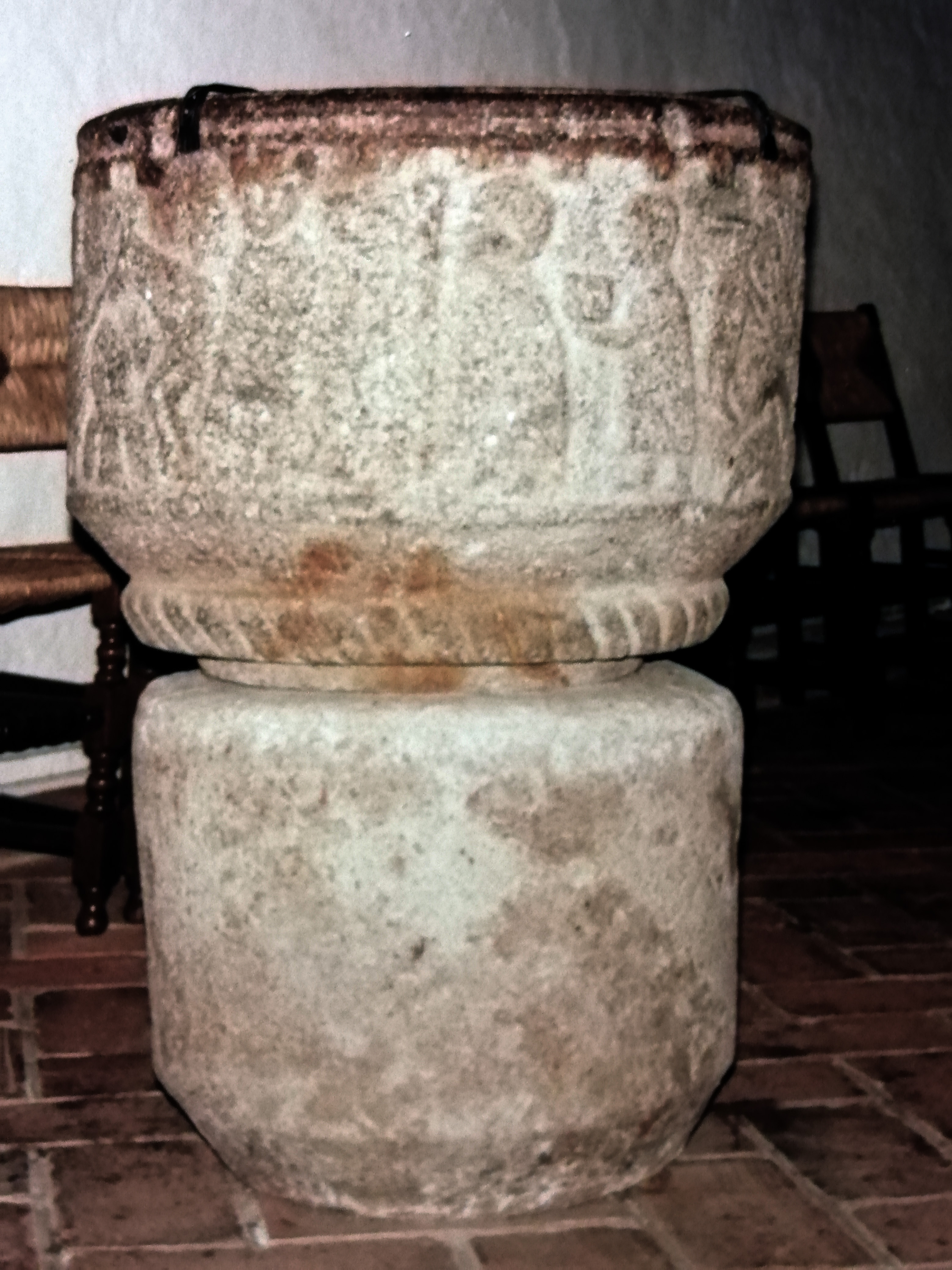
Taufbecken (13. Jh.)

Das älteste Teil der Kirchenausstattung ist das Taufbecken aus Granit, das vermutlich zu Beginn des 13. Jahrhunderts auf Seeland hergestellt wurde. Das Relief auf der Kuppa zeigt die Anbetung Jesuskindes durch die Heiligen drei Könige und die Taufe Jesu. Der Taufdeckel ist barock.
Eine feingeschnitzte Figur des Laurentius an der Nordseite des Langhauses wird in die zweite Hälfte des 13. oder den Anfang des 14. Jahrhunderts datiert. Er trägt eine in der Barockzeit mit phantasievollen Blumen bemalte Dalmatika, das liturgische Gewand eines Diakons, und in den Händen ein Buch und das Rost als Symbol seines Martyriums. Der Titelheilige der Steruper Kirche stand vermutlich ursprünglich auf einem neben dem Chorbogen positionierten Nebenaltar.
Aus der Zeit der Erhebung zur Pfarrkirche im 15. Jahrhundert stammt der an die Chorwand neben dem Hauptaltar angemauerte Sakramentsschrank. Durch ein Metallgitter, eine hölzerne Außentür und zwei Schlösser waren die wertvollen Abendmahlsgeräte gut geschützt. Wie häufig bei Sakramantsschränken ist auch hier die Innenseite der Tür mit einem Schmerzensmann bemalt.

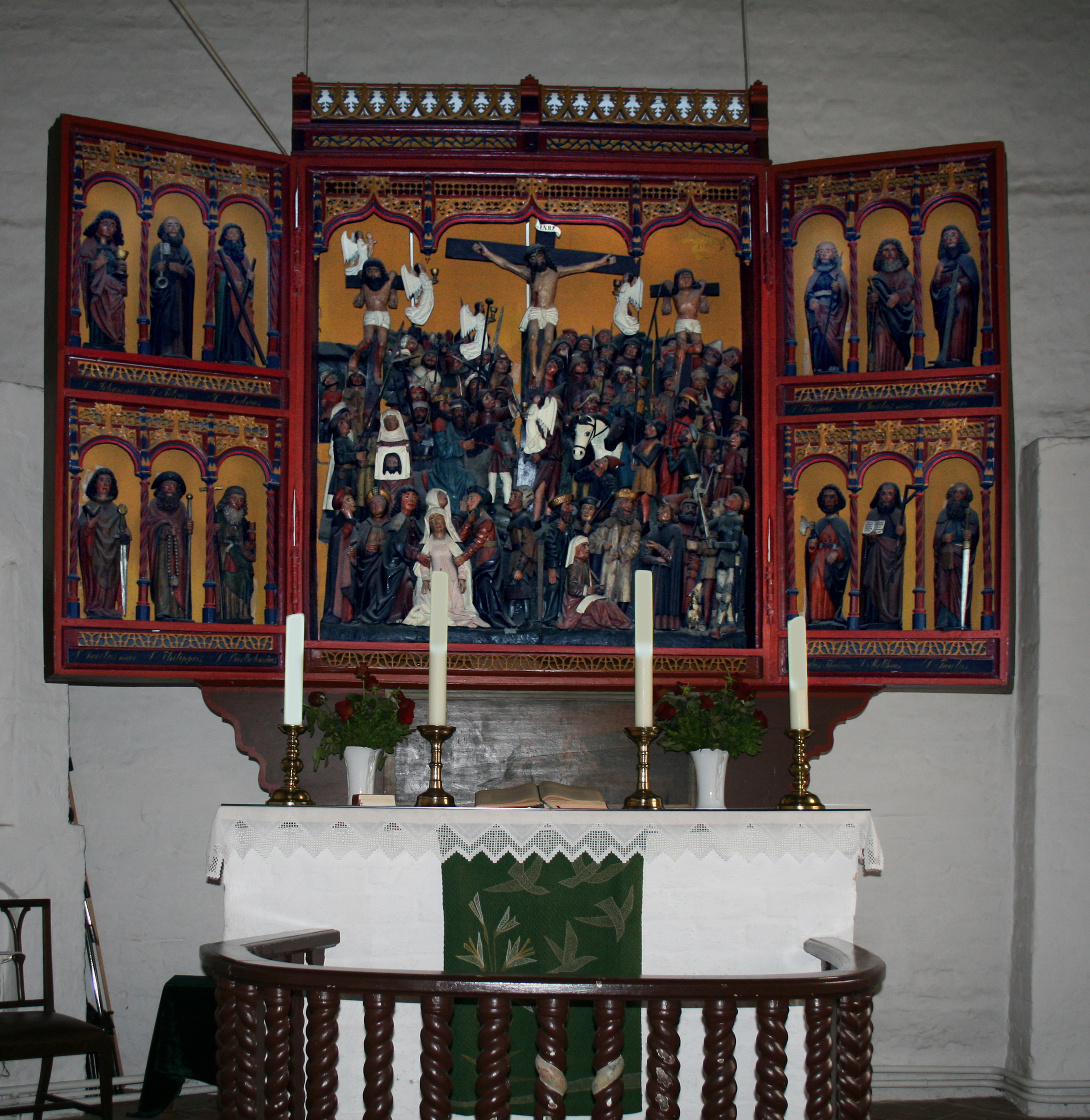
Hauptaltar (ca. 1500)

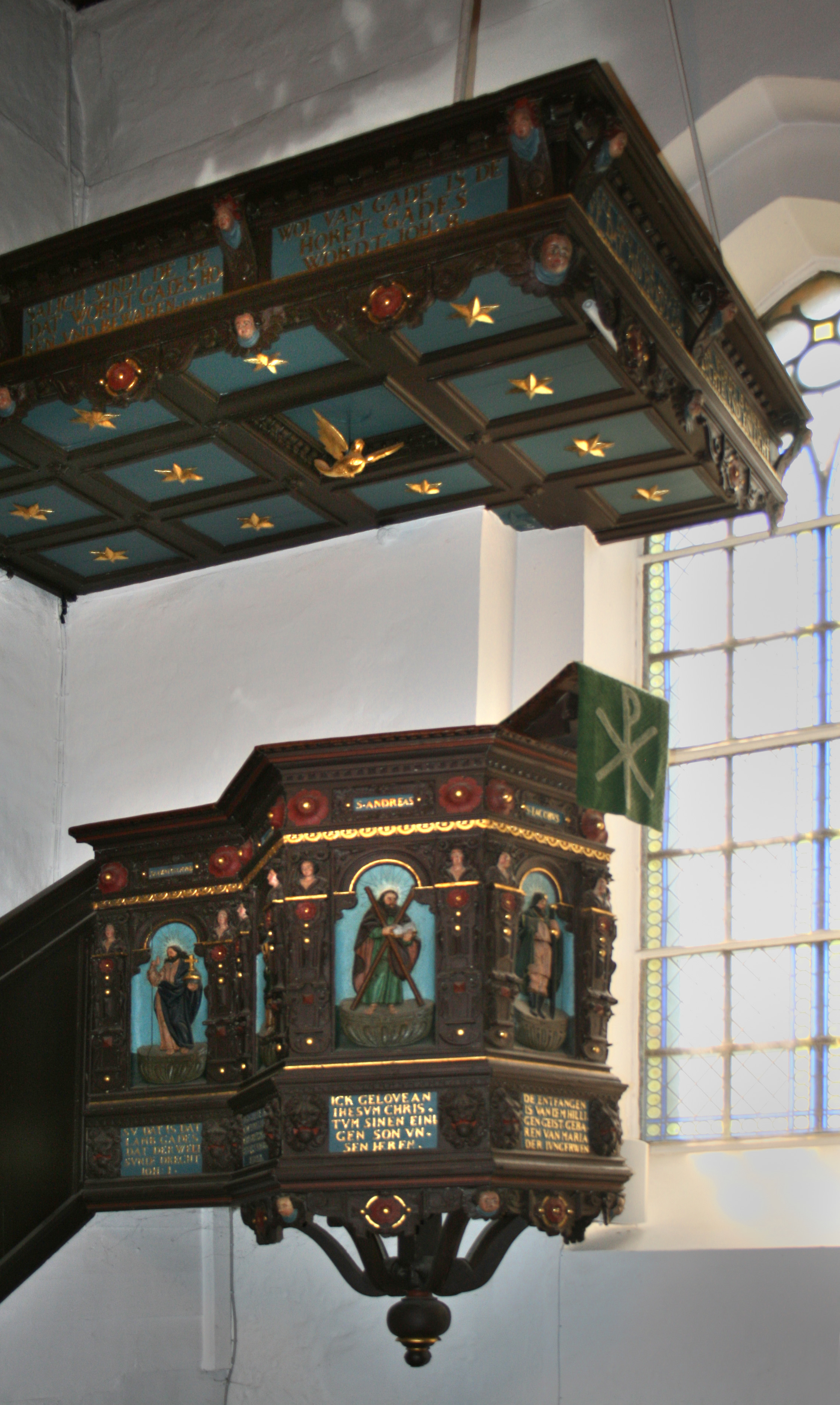
Kanzel (1626)

Der Hauptaltar im Chor ist ein Flügelaltar von etwa 1500. Wie viele zeitgleiche Altarretabel in Schleswig-Holstein zeigt er im Mittelschrein eine geschnitzte figurenreiche Kreuzigungsdarstellung. Die Zahl der Figuren, die sich um das Kreuz scharen, ist hier mit 58 besonders groß. Aus der anonymen Menge stechen Jesu Mutter Maria im weißen Kleid, Veronika mit dem Schweißtuch und Pontius Pilatus, der dem Titulusschreiber die Kreuzaufschrift diktiert, heraus. Der Gekreuzigte ist von vier Engeln umgeben, ein fünfter Engel empfängt die Seele des guten Schächers. Ein Teufel, der auf anderen Darstellungen wie beispielsweise in Schwesing die Seele des anderen Schächers aufnimmt, fehlt. Im Seitenflügel stehen Figuren der zwölf Apostel. Die Beschriftung aus dem 19. Jahrhundert stimmt nicht überall mit den Attributen überein. Matthäus hält ein aufgeschlagenes Buch in der Hand, in dem Jahreszahlen und Namen stehen, die auf Renovierungen des Retabels verweisen. Die jetzt sichtbare Farbfassung, die bei der Restaurierung 1972 unter mehreren Schichten einfarbiger Bemalung zum Vorschein kam, ist vermutlich von 1836. Die Predella wurde 1773 erneuert und bemalt. Die Gemälde der Außenseiten der Flügel haben sich nicht erhalten.
Ein kleiner Nebenaltar mit einer Skulptur der Anna selbdritt im Mittelschrein stammt ebenfalls von etwa 1500. Predella und Innenseite der Flügel wurden 1836 neu bemalt, die Predella mit einer Landschaft, die Flügel mit den Evangelisten. Die Außenseite der Flügel ist braun gestrichen.
Ebenfalls auf die Zeit um 1500 datiert wird das spätgotische Triumphkreuz, das zwischen Chor und Langhaus hängt. Die Enden des mit barocken Akanthusornamenten verzierten Kreuzes zeigten Reliefs der Evangelistensymbole.
Die mit Statuen von Christus und einigen Aposteln geschmückte Kanzel stammt von 1626. Sie wird einer Werkstatt aus dem Umkreis von Ringerink zugeschrieben. Unter den Figuren steht das apostolische Glaubensbekenntnis in niederdeutscher Sprache.
Ein Riffelbild, das ein ortsansässiger Bauer 1751 herstellte und stiftete, zeigt je nach Blickrichtung drei verschiedene Ansichten: Kreuzigung, Himmelfahrt und Jüngstes Gericht.
Die Orgel auf der hufeisenförmigen Empore von 1743 wurde 2010 von Orgelbau Quathamer gebaut.

## Gemeinde
Am 1. Oktober 2021 fusionierte die Kirchengemeinde Sterup mit den Kirchengemeinden Esgrus, Quern-Neukirchen, Sörup und Steinberg zur Evangelisch-Lutherischen Kirchengemeinde Nieharde innerhalb des Kirchenkreises Schleswig-Flensburg.